# Vinton Hayworth
Vinton Hayworth (4 de junio de 1906  - 21 de mayo de 1970) fue un actor estadounidense que, aunque se inició interpretando a personajes cobardes o de poco carácter, hacia el final de su carrera obtuvo dignos papeles como actor de carácter. Era hermano menor de la madre de Rita Hayworth.

## Biografía
Nació en Washington D. C. y empezó a actuar a finales de su adolescencia, siendo un pionero locutor radiofónico en los primeros años de la década de 1920, primero en Washington, después en Nueva York y, más adelante, en Chicago. Durante esta época radiofónica intervino en numerosos programas interpretando variados papeles.
Hayworth debutó en el cine en 1933 con el nombre artístico de Jack Arnold, haciendo pequeños papeles, usualmente personajes cómicos y de buena naturaleza o soplones. Sus actuaciones como Jack Arnold finalizaron en los primeros años cuarenta, tras lo cual pasó un período de dos años, 1942 a 1944, trabajando en el ambiente teatral de Broadway, y mudándose posteriormente a California.
Luego en el ámbito televisivo Hayworth intervino en diferentes teleseries, tales como Alfred Hitchcock Presents, Gunsmoke, Perry Mason, Dennis the Menace, Petticoat Junction, Hazel, The Munsters, Green Acres (1965), Mi bella genio (1965 – obtuvo el papel recurrente de General Schaeffer) y Dick Tracy (1967). Quizás es más recordado por su papel como el magistrado Carlos Galindo en El Zorro (1957-1959) de Disney.
Vinton Hayworth fue también uno de los fundadores del A.F.R.A. (más adelante A.F.T.R.A.), el sindicato representante de los artistas de radio y televisión, del cual fue presidente de 1951 a 1954.
Vinton Hayworth falleció en Van Nuys, Los Ángeles, California, en 1970 a causa de un infarto agudo de miocardio. Sus restos fueron incinerados. Estuvo casado con la actriz Jean Owens por lo que era tío político de Ginger Rogers, y era tío materno de Rita Hayworth.